# کارل برتیلسون
کارل برتیلسون (انگلیسی: Carl Bertilsson؛ ۱۸ اکتبر ۱۸۸۹ – ۱۶ نوامبر ۱۹۶۸) ژیمناست هنری اهل سوئد بود.
وی در مسابقات کشوری و بین‌المللی در مجموع برندهٔ ۱ مدال طلا شده‌است.